# Італійська Рив'єра
44°26′09″ пн. ш. 8°46′56″ сх. д. / 44.435916666667° пн. ш. 8.7822222222222° сх. д.
Італійська Рив'єра (італ. Riviera ligure) — вузька смуга узбережжя між Лігурійським морем та гірською грядою, утвореною Приморськими Альпами і Апеннінськими горами, що простягнулася від кордону із Францією та Французькою Рив'єрою до кордону Тоскани.
У центрі Італійської Рив'єри розміщений порт Генуя, який поділяє її на західну — Рив'єра-ді-Поненте, і східну — Рив'єра-ді-Леванте, частини. Таким чином, рив'єра включає практично все узбережжя регіону Лігурія.
Італійська Рив'єра відома своїм м'яким кліматом, чарівною старовиною морських портів та красою пейзажів, що зробило її популярним пунктом туристичних маршрутів із часів Байрона та Шеллі.
На цій території розташовується багато всесвітньо відомих міст — крихітний Портофіно, п'ять міст Чінкве-Терре, фешенебельні курорти Сан-Ремо, Рапалло та ін.
Частина Рив'єра-ді-Поненте із центром у місті Савона називається «Рив'єра делле Пальмі» (буквально «Пальмова Рив'єра»), а частина з центром у Сан-Ремо — «Рив'єра дей Фьорі», на честь здавна сформованої тут промисловості квітництва.
| - Чинкве-Терре - Нолі - Портофіно - Сестрі-Леванте - Вернацца |

| Італія | Це незавершена стаття з географії Італії. Ви можете допомогти проєкту, виправивши або дописавши її. |